# Mary Rees
Susan Mary Rees, FRS (Cambridge, 31 de julho de 1953) é uma matemática britânica, especialista em dinâmica complexa.
Recebeu o Prêmio Whitehead de 1988. Foi palestrante convidada do Congresso Internacional de Matemáticos em Quioto (1990).

## Obras
- Mary Rees (2010) "Multiple equivalent matings with the aeroplane polynomial". Ergodic Theory and Dynamical Systems, pp. 20
- Mary Rees (2008) "William Parry FRS 1934–2006". Biographical Memoirs of the Royal Society, 54, pp. 229–243
- Mary Rees (2004) "Teichmuller distance is not $C^{2+\varepsilon }$". Proc London Math, 88, pp. 114–134
- Mary Rees (2003) "Views of Parameter Space: Topographer and Resident". Asterisque, 288, pp. 1–418
- Mary Rees (2002) "Teichmuller distance for analytically finite surfaces is $C^{2}$." Proc. London Math. Soc. 85 (2002) 686 – 716.,85, pp. 686–716